# Johan Wijnbladh
Olof Johan Wijnbladh, född 9 november 1733 på Kvalsta, Östuna socken, Stockholms län, död 7 mars 1793 i Stockholm, var en svensk militär och grafiker.
Han var son till kaptenen och arkitekten Carl Wijnbladh och Sofias Lovisa Ferber och från 1771 gift med Catharina Elisabet Brandel. Wijnbladh började som volontär i fortifikationen 1749 och slutade sin militära karriär som överste vid Skånska brigaden. Han studerade troligen gravyr för Jacob Gillberg och utförde tillsammans med denne bilderna till Carl Wijnbladhs arkitekturböcker. Wijnbladh är representerad vid Nationalmuseum i Stockholm.